# Епархия Чинхойи
Епархия Чинхойи (лат. Dioecesis Chinhoyiensis) — епархия Римско-Католической церкви c центром в городе Чинхойи, Зимбабве. Епархия Чинхойи входит в митрополию Хараре. Кафедральным собором епархии Чинхойи является церковь святого Петра.

## История
17 декабря 1973 года Римский папа Павел VI выпустил буллу «Verba Christi», которой учредил апостольскую префектуру Синои, выделив её из архиепархии Солсбери (сегодня — архиепархия Хараре).
25 июня 1982 года апостольская префектура Синои переименована в апостольскую префектуру Чинхойи. 
28 октября 1985 года Римский папа Иоанн Павел II выпустил буллу «Cum Praefectura», которой преобразовал апостольскую префектуру Чинхойи в епархию.

## Ординарии епархии
- епископ Гельмут Ректер, S.J.[2] (22.02.1974 — 10.03.2004);
- епископ Дитер Шульц, S.J. (с 6 апреля 2006 года).

## Источник
- Annuario Pontificio, Libreria Editrice Vaticana, Città del Vaticano, 2003, ISBN 88-209-7422-3
- Булла Verba Christi, AAS 66 (1974), стр. 189  (лат.)
- Булла Cum Praefectura  (лат.)